# 吉田桃子
吉田 桃子（よしだ ももこ、1982年 - ）は、日本の児童文学作家。

## 経歴・人物
福島県生まれ。日本児童教育専門学校絵本童話科を卒業する。2010年、第51回講談社児童文学新人賞の最終候補に選ばれる。2015年、「サンシチ、しあわせのペット」が第32回福島正実記念SF童話賞で佳作を受賞する。2016年、「長女同盟」が第2回小学館ジュニア文庫小説賞で金賞を受賞する（刊行時「お悩み解決！ズバッと同盟 長女VS妹、仁義なき戦い!?」に改題）。同年、「ラブリィ！」が第57回講談社児童文学新人賞を受賞する。2018年、『ラブリィ！』が第51回日本児童文学者協会新人賞を受賞する。子どもの頃に読んで強く心に残った本のひとつに、八起正道「ぼくのじしんえにっき」があるとしている。

## 作品リスト
- お悩み解決！ズバッと同盟（小学館ジュニア文庫）

1. 長女VS妹、仁義なき戦い!?（2016年10月、ISBN 978-4092308923）
2. おしゃれコーデ、対決!?（2017年6月、ISBN 978-4092311695）

- ラブリィ!（講談社、2017年6月、ISBN 978-4062206020）
- 「転生☆少女」 共著『ひとりぼっちの教室』 （YA!ENTERTAINMENT. YA!アンソロジー) 所収。（講談社、2017年12月、ISBN 978-4-06-269515-2）
- 小説 映画 わたしに××しなさい! （遠山えま 原作、北川亜矢子 脚本、講談社、2019年2月、ISBN 978-4-06-514521-0）
- moja (講談社、2019年5月、ISBN 978-4-06-515401-4)
- 「シッポ友だち」 日本児童文学者協会 編『きっと、物語はよりそう』（物語は4つの顔をもつ）所収。（偕成社、2020年1月、ISBN 978-4-03-539830-1）
- ばかみたいって言われてもいいよ

1. （講談社、2020年3月、ISBN 978-4-06-518079-2）
2. （講談社、2020年5月、ISBN 978-4-06-519930-5）
3. （講談社、2020年7月、ISBN 978-4-06-520282-1）

- 「わたしは少女作家」 日本児童文学者協会 編『ねじれた時間のキョーフ』（24時間のキョーフ 5）所収。（フレーベル館、2021年1月、ISBN 978-4-577-04877-1）
- 夜明けをつれてくる犬（講談社、2021年4月、ISBN 978-4-06-523020-6）
- 「今日からキミも家族の一員」 西東社編集部 編『ミラクルノベル☆感動のどうぶつ物語 : 親愛なるキミへ。』所収。（西東社、2021年9月、ISBN 978-4-7916-3097-4）
- 推しトモ！（PHP研究所、2022年1月、ISBN 978-4-5698-8035-8）